# Харуна, Сандей
Сандей Харуна (англ. Sunday Haruna; род. 1 июня 2005, Кадуна) — нигерийский футболист, защитник тбилисского «Динамо».

## Карьера

### «Викки Туристс»
Воспитанник футбольной нигерийской академии «Голден Бут». В январе 2022 года футболист на правах арендного соглашения присоединился к нигерийскому клубу «Викки Туристс». Дебютировал за клуб футболист 20 февраля 2022 года в матче против клуба «Шутинг Старз», выйдя на поле в стартовом составе. Первым результативным действием за клуб футболист отличился 3 июля 2022 года в матче против клуба «Аква Юнайтед», отдав голевую передачу. На протяжении сезона футболист выступал за клуб в роли одного из ключевых игроков, отличившись 2 результативными передачами. По итогу дебютного сезона футболист вместе с клубом завершил чемпионат на итоговом десятом месте. В начале 2023 года футболист начинал новый сезон также в составе «Викки Туристс» на правах арендного соглашения, где продолжал выступать в роли одного из ключевых игроков.

### «Динамо» Тбилиси
В сентябре 2023 года футболист перешёл в словацкий клуб «Тренчин». В клубе футболист выступал за юношескую команду в возрастной категории до 19 лет, который затем покинул в конце 2023 года. В феврале 2024 года футболист на правах свободного агента перешёл в тбилисское «Динамо», подписав двухлетний контракт с опцией продления. Дебютировал за клуб футболист 3 апреля 2024 года в матче против клуба «Дила», выйдя на замену на 70 минуте. Также футболист стал привлекаться к матчам с второй командой клуба, за которую дебютировал 17 апреля 2024 года в матче против клуба «Арагви Душети», выйдя на поле в стартовом составе и ещё до конца первого тайма заработал удаление.